# Parting Glances
Parting Glances è un film statunitense del 1984 (ma uscito nelle sale due anni dopo) diretto e sceneggiato da Bill Sherwood.
Il film tratta l'omosessualità nell'ambiente urbano durante l'era di Ronald Reagan e al culmine della crisi dell'AIDS. Esso fu uno dei primi film americani ad affrontare la pandemia relativa all'AIDS.

## Trama
Una coppia gay, Robert e Michael, vivono a New York. Robert è in procinto di lasciare il suo lavoro per un incarico in Kenya mentre Michael rimane a New York. L'ex-fidanzato di Michael, Nick, per il quale Michael continua a prendersi cura, è malato di AIDS.
La festa di addio per Robert viene ospitata da un'amica della coppia, Joan, è una cena in loro onore viene organizzata dal datore di lavoro Robert e sua moglie, Betty.

## Distribuzione
Il film ha avuto una distribuzione limitata nei cinema, solo negli Stati Uniti, il 19 febbraio 1986.

## Accoglienza

### Incassi
L'opera ha incassato negli USA 537.681 dollari americani.

### Critica
Sull'aggregatore di recensioni Rotten Tomatos il film ha ricevuto il 86% di recensioni positive con un voto medio di 8/10.
Janet Maslin nella sua recensione del New York Times scrisse: "è un merito che l'angoscia dell'AIDS viene presentata come parte di un tessuto sociale più ampio compreso nel contesto e mai in una luce nefasta".
Time Out London ha scritto del film, dandogli una A: "Sherwood porta una notevole grazia e umorismo alla storia di due amanti che si dividono sullo sfondo di un amico che muore".

## Riconoscimenti
- Sundance Film Festival - 1986
  - Vinto - Riconoscimento speciale della giuria nella categoria drammatica (Bill Sherwood)
  - Candidatura - Gran Premio della Giuria nella categoria drammatica (Bill Sherwood)

## Versione restaurata
Nel 2006 Outfest e l'UCLA Film and Television Archive annunciarono che il film sarebbe stato il primo a essere restaurato come parte del Outfest Legacy Project.
Il 16 luglio 2007, come parte del Outfest Legacy Project, una copia restaurata di Parting Glances fu presentata in anteprima mondiale alla Director's Guild of America di Los Angeles. I quattro protagonisti del film: Richard Ganoung, John Bolger, Steve Buscemi e Kathy Kinney erano presenti e hanno partecipato a una discussione dopo la visione.
La versione restaurata fu presentata al grande pubblico il 29 ottobre 2007  presso il Lincoln Center for the Performing Arts di New York.

## Curiosità
- Il regista esordiente Bill Sherwood morì, a causa dell'AIDS, nel 1990 senza aver mai completato un altro film.
- Parting Glances fu il primo ruolo da protagonista per Steve Buscemi.